# Stephanie Jurburg
Stephanie Denisse Jurburg (Nova Jersey, 26 de outubro de 1989) é uma cientista e doutora uruguaia-americana. Obteve seu diploma de doutorado na Universidade de Groningen, estudando o impacto do aquecimento global na microbiota de solos. Recentemente ficou localmente conhecida na cidade de Groningen por aparecer em inaugurações de lojas, incluindo a Primark em 17 de Maio de 2016 e a T.K. Maxx em 12 de Maio de 2016.

## Educação
Com apenas 1 ano de idade Stephanie moveu-se com seus pais para Montevidéu, onde estudou em uma escola estadunidense. Stephanie realizou seu bacharelado em ecologia na Universidade de Colúmbia, com ênfase em microbiotas de plantações de café na Nicarágua. Stephanie começou seu doutorado sem possuir título de mestre e obteve sua tese de doutorado sobre a resiliência de comunidades microbianas no solo em 2017.